# Klumpförebyggande medel
Klumpförebyggande medel (antiklumpmedel) tillsätts torra pulver för att grynen inte ska häfta vid varandra, så att pulvret kan "rinna" även om det finns fukt. En del är godkända som livsmedelstillsatser och används i salt, florsocker, såspulver, och så vidare.

## Exempel
- E 535 Natriumferrocyanid
- E 536 Kaliumferrocyanid
- E 538 Kalciumferrocyanid
- E 541 Natriumaluminiumfosfat, surt
- E 551 Kiseldioxid
- E 552 Kalciumsilikat
- E 553 a Magnesiumsilikater
- E 553 b Talk
- E 554 Natriumaluminiumsilikat
- E 555 Kaliumaluminiumsilikat
- E 556 Kalciumaluminiumsilikat
- E 558 Bentonitlera
- E 559 Aluminiumsilikat
- E 570 Fettsyror

Magnesiumstearat fanns tidigare med i tillsatslistan med nummer E 572. Detta E-nummer finns inte längre kvar. Livsmedelsverkets tolkning är att magnesiumstearat hör in under nummer E 470 b som omfattar magnesiumsalter av fettsyror. 